# アーサー・デイ
アーサー・ルイス・デイ（Arthur Louis Day、1869年10月30日 - 1960年3月2日）は、アメリカ合衆国の地球物理学者。

## 生涯
マサチューセッツ州ブルックフィールドに生まれた。イェール大学で1894年に博士号をとり、1987年まで物理学を教えた後、ドイツ、ベルリンの Physikalisch-Technischen Reichsanstalt で働き、高温領域の研究を約10年間研究した。
1900年にアメリカ合衆国の地質調査の仕事を得て帰国し、高温における鉱物の研究を行った。1902年に新設されたカーネギー研究所で研究を始め、1905年には地質学研究所の所長に任じられた。高温の研究から火山の研究を行った。第一次世界大戦中には、軍用のガラスの製造法を改良し、増産に貢献した。戦後の1918年から2年間はコーニング社の研究所の副所長を務めた。1920年に再び地質学研究所長に戻り1936年までその職にあった。

## 受賞歴
- 1941年: ウィリアム・ボウイ・メダル（アメリカ地質学連合）
- 1947年: ウォラストン・メダル（ロンドン地質学会）
- 1948年: ペンローズ・メダル（アメリカ地質学会）

## アーサー・L・デイに因む賞
- アーサー・L・デイ・メダル（アメリカ地質学会）
- アーサー・L・デイ賞 （米国科学アカデミー）